# Maria Walewska
Maria Łączyńska, più conosciuta con il nome di Maria Walewska, anche nella grafia Waleska (Kiernozia, 7 dicembre 1786 – Parigi, 11 dicembre 1817), appartenente a una famiglia di antica nobiltà polacca, fu una delle amanti di Napoleone, imperatore dei francesi.

## Famiglia d'origine
Maria era la penultima di tre figlie e quattro figli di Maciej Łączyński e di Eva Zabrowska. I Łączyński erano una famiglia di antica nobiltà, molto stimata in Polonia. Numerosi sono i documenti ufficiali che parlano di diversi uomini della famiglia "distintisi per valore" nei combattimenti, soprattutto contro l'Impero ottomano, e di altri "eminenti" che occuparono importanti incarichi pubblici. La contessa era sorella del generale Józef Benedykt Leszczyński e discendente di Stanislao Leszczyński che nel XVIII secolo fu re di Polonia.
Le tre spartizioni che si susseguirono sul territorio polacco alla fine del XVIII secolo fra i tre imperi d'Austria, di Russia e di Prussia, portarono al decadimento delle condizioni economiche generali del Paese e, in particolare, di quelle della famiglia Łączyński.
Il padre di Maria morì nel 1794 mentre con un piccolo esercito formato da contadini e proprietari terrieri, combatteva contro i russi per difendere la propria terra. Nonostante le condizioni economiche della famiglia fossero peggiorate drasticamente dopo la morte del marito, Eva Łączyńska volle assicurare alla sua prole un'istruzione adeguata al loro rango sociale, aumentando in questo modo l'ammontare dei suoi già considerevoli debiti.
Erano sopravvissuti all'infanzia i due maggiori, Benedykt e Teodor, che vennero mandati a studiare il primo a Parigi e il secondo a Varsavia, mentre per le femmine, Onorata, Maria e Antonina, venne assunto un insegnante privato, Nicolas Chopin, futuro padre del compositore Fryderyk Chopin, il quale rimase presso la famiglia dal 1795 fino al 1801. Maria, grazie anche al suo maestro, acquisì una vasta ed approfondita cultura che spaziava dalla padronanza della lingua francese, alla conoscenza della musica, della storia e della geografia.
Per completare la sua istruzione, Maria, nel 1801, venne mandata al collegio del Convento di Nostra Signora dell'Assunzione a Varsavia, dove rimase fino all'estate nel 1803.

## Biografia
Maria si era trasformata in questi anni in un vero modello di bellezza. Diverse sono le testimonianze che sono giunte fino a noi, come i numerosi ritratti ma soprattutto i diari personali di coloro che la conobbero direttamente, prima in Polonia e poi in Francia, dai quali traspare oltre alla descrizione fisica dei suoi tratti, capelli biondi, carnagione candida e vellutata, immensi occhi azzurri, anche tutto il fascino che la sua figura emanava: un insieme di modestia, timidezza, tatto ed eleganza che facevano di lei una persona squisita.
Poco tempo dopo essere ritornata dal collegio, il suo cambiamento fu notato dal conte Anastasy Colonna Walewski, il quale si recava spesso a Kiernozia, la casa di famiglia dei Łączyński, per consigliare la madre di Maria sulle questioni economiche. Il conte Walewski, stimato proprietario terriero che era stato in passato anche ciambellano dell'ultimo re di Polonia, si innamorò di Maria, di ben cinquantadue anni più giovane. Ella acconsentì a sposarlo dopo un periodo di tentennamenti, da lei stessa definito nelle sue memorie come « [...] un incubo...», durante il quale subì forti pressioni, in particolar modo dal fratello maggiore Benedykt. Questo matrimonio invece fu una grande gioia per sua madre, che vide in questo modo risolti tutti i suoi problemi finanziari.
Maria diventò così la terza moglie del conte Anastasy Colonna Walewski il 17 giugno del 1804. Il 13 giugno del 1805 venne alla luce, nella proprietà di Walewice, Antoni Wasil Rudolf Walewski. In questi anni, nonostante la Polonia, con le spartizioni del suo territorio fosse stata cancellata dalle carte geografiche dell'epoca, una forte corrente di patriottismo e di indipendentismo era alimentata tra il popolo polacco dagli eventi che si susseguirono agli inizi del XIX secolo. Le nuove idee illuministiche che dilagarono in Europa favorirono un crescente movimento nazionale per la restaurazione dello Stato. I polacchi, e tra di essi Maria, vedevano in Napoleone Bonaparte l'unico uomo capace di ricostruire la sovranità del Paese, l'unico possibile realizzatore del loro forte desiderio. Per questo un consistente numero di soldati polacchi fece parte dell'esercito napoleonico fin dalle sue prime campagne in Italia, nella speranza che un giorno questo sacrificio venisse ricambiato dal Generale con la costituzione del libero Stato di Polonia.
Giunto su territorio polacco alla fine del 1806 e acquartierato l'esercito in attesa dell'estate per attaccare la Russia di Alessandro I, Napoleone si dedicò a rimettere in sesto le sue truppe, prosciugando i polacchi di tutte le loro risorse, da quelle alimentari e finanziarie a quelle umane, e, per quanto i suoi impegni potessero permetterglielo, si dedicò anche alla vita mondana. Ad un ballo il 1º gennaio 1807, organizzato per fare incontrare la nobiltà con colui che era visto e acclamato come il liberatore della Polonia, Napoleone notò la bellezza di Maria e volle approfondire la sua conoscenza. Lei si mostrò subito molto riluttante ad accettare la proposta e furono necessari diversi inviti da parte di Napoleone stesso e la mobilitazione generale dell'aristocrazia polacca affinché, visto il tacito consenso del marito, lei acconsentisse. Maria si conformò all'idea diffusa che era una buona cosa favorire un legame affettivo tra il Generale e una nobildonna polacca, ai fini della causa comune. Venne toccato sul vivo il suo profondo sentimento patriottico e, almeno agli inizi, lei si sacrificò per la sua amata Polonia.

La contessa Maria Walewska ritratta da Robert Lefèvre nel XIX secolo

Finì comunque con l'innamorarsi veramente di Napoleone, sentimento che i cronisti dell'epoca ci dicono fosse sinceramente ricambiato dall'Imperatore. Egli cercava la presenza di Maria ogni qualvolta gli impegni bellici gli concedevano un po' di tregua e vissero insieme, più o meno segretamente, anche per lunghi periodi: nella primavera del 1807 nel castello di Finckenstein, a Vienna dopo la conquista del 1809, durante gli anni in cui lei visse a Parigi, tra il 1810 e il 1815, si videro spesso anche in privato, furono insieme all'Isola d'Elba nei primi giorni del settembre 1814 (presso il Santuario della Madonna del Monte): la donna dovette lasciare frettolosamente l'isola perché si era sparsa la voce della sua presenza ed un sindaco locale stava organizzando una visita per rendere omaggio a colei che si credeva fosse l'imperatrice Maria Luisa; e infine Maria Walewska era con Bonaparte alla Malmaison il 26 giugno del 1815, pochi giorni prima della partenza dell'Imperatore per l'esilio definitivo sull'Isola di Sant'Elena.
Ella, dopo la partenza dell'imperatore per l'esilio, partì per la Germania, segnando dunque l'ultimo incontro con Napoleone. Maria diede un figlio illegittimo all'Imperatore: Alessandro Giuseppe Colonna, Conte Walewski, nato nel maggio del 1810. Nel 1812 divorziò dal conte Walewsky per cercare di salvaguardare il patrimonio del figlio primogenito, minacciato dal crollo finanziario del padre. Solo dopo la morte del Conte e la partenza dell'Imperatore per l'esilio acconsentì a sposare, nel 1816, Philippe Antoine d'Ornano, cugino di primo grado di Napoleone e generale dell'impero, che da molto tempo la corteggiava.

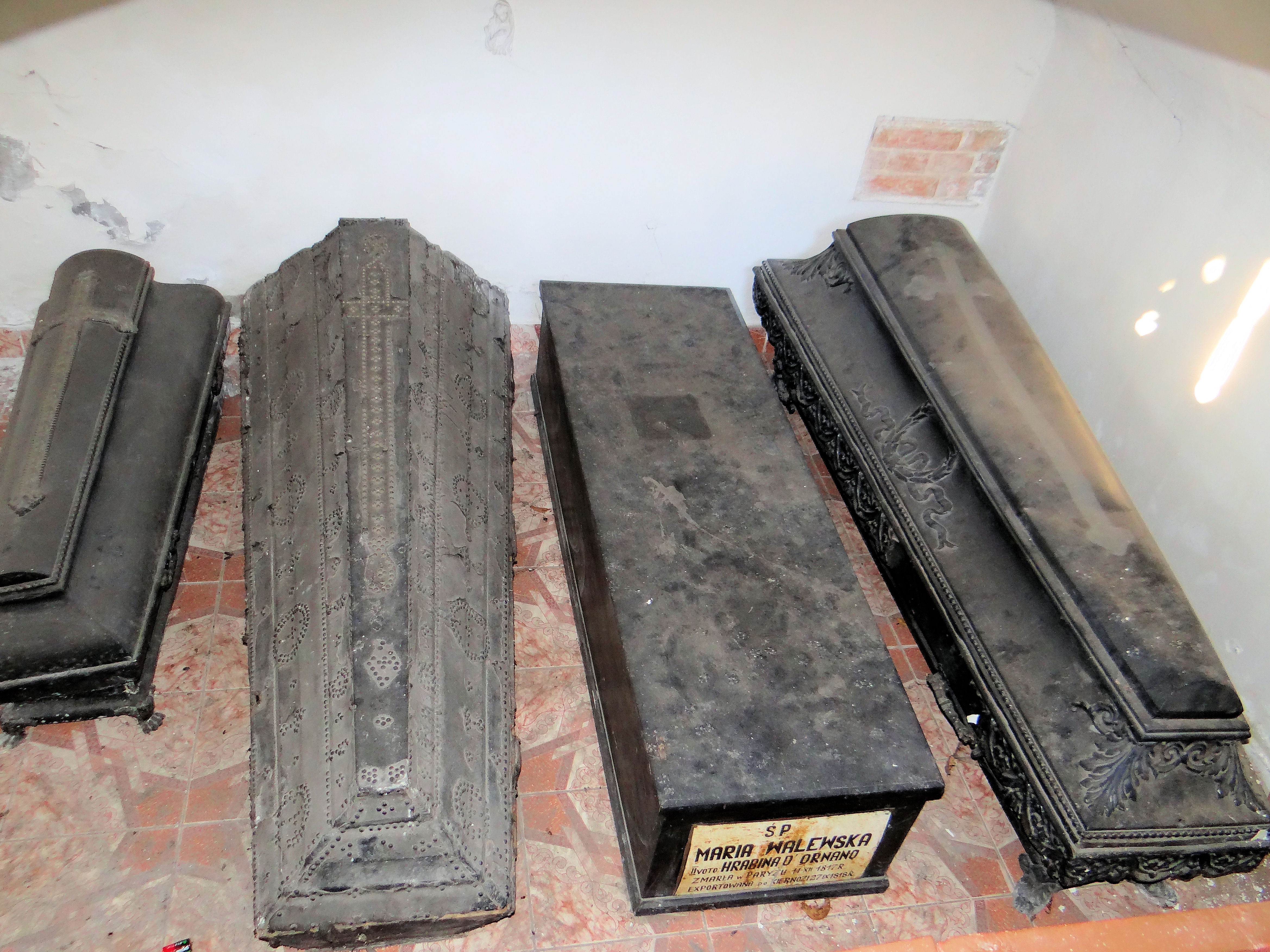
La bara di Maria Walewska nella cripta della chiesa di Kiernozie

Il 9 giugno del 1817 nacque il suo terzo figlio: Rodolphe Auguste d'Ornano. Questa gravidanza indebolì molto la sua salute, che andò sempre più peggiorando fino all'11 dicembre 1817, quando si spense nella città di Parigi, dopo avere dettato le sue memorie. Per suo desiderio il cuore fu collocato nella cripta della famiglia Ornano nel cimitero di Père-Lachaise a Parigi mentre il corpo ritornò in Polonia ed inumato nella chiesa di Santa Margherita a Lodzkie. Il generale Ornano scrisse a Napoleone per comunicargli l'avvenuta morte di Maria, ma la lettera impiegò molto tempo ad arrivare sull'Isola di Sant'Elena, e quando vi giunse l'ex-imperatore era già morto.

## Matrimoni e figli
Dal matrimonio (dal 17 giugno 1803 al divorzio il 24 agosto 1812) con Anastasy Colonna-Walewsky (morto nel 1815), ebbe un figlio:
- Anthony Bazyl Rudolf ( 13 giugno 1805 - ?);

Dal legame con Napoleone Bonaparte ebbe un figlio:
- Alexandre Joseph Florian (4 maggio 1810 - 27 settembre 1868)

Dal matrimonio (dal 7 settembre 1816) con Philippe-Antoine d'Ornano, ebbe un figlio:
- Rudolphe Auguste (9 giugno 1817 - 1865)

## Filmografia su Maria Walewska
- 1937 - Maria Walewska di Clarence Brown con Greta Garbo (USA) - Titolo originale: Conquest. Durata: 112'.
- 2002 - Napoléon di Yves Simoneau con Alexandra Maria Lara (Francia). Durata: 100 a puntata'.

## Omaggi
- Maria Walewska, brano strumentale dell'EP Transea della rock band italiana Litfiba del 1986.